# Struve 1341
Struve 1341 è una stella binaria che si trova a 190 anni luce di distanza dalla Terra, nella costellazione dell'Orsa Maggiore. Le stelle che compongono il sistema, e che orbitano una intorno all'altra a una distanza media di 1.200 unità astronomiche, sono più comunemente chiamate con le denominazioni del catalogo Henry Draper: Struve 1341 A è chiamata HD 80607, e Struve 1341 B HD 80606. Nel 2001 si è scoperto un pianeta extrasolare che ruota attorno a HD 80606 in un'orbita estremamente eccentrica.

## Caratteristiche del sistema
Le due stelle che compongono il sistema sono nane gialle di classe G5 con caratteristiche simili a quelle del Sole. Hanno una massa paragonabile e sono solo un po' più fredde, con una temperatura superficiale attorno ai 5530 K per entrambe le stelle, che sembrano anche essere sensibilmente più ricche in metalli rispetto al Sole.

## Sistema planetario

Il pianeta, HD 80606 b, e le sue evoluzioni atmosferiche confrontato con Giove, sulla destra.

Il pianeta, che orbita attorno alla componente B del sistema, HD 80606 b, è un pianeta supergioviano che varia enormemente la sua distanza dalla stella, da un minimo di 0,03 fino a 0,85 UA. Su basi statistiche, si pensa che questo sia dovuto alla forte inclinazione orbitale del pianeta rispetto al piano dell'orbita delle due stelle, dovuto a quello che viene definito il meccanismo di Kozai. La temperatura superficiale del pianeta varia da 250 K (circa -20 °C) ai 1500 K (circa 1200 °C) nel suo passaggio dall'apoastro al periastro.

### Prospetto
Segue un prospetto con i principali dati del pianeta orbitante attorno a Struve 1341 B.
| Pianeta | Massa          | Raggio  | Densità    | Periodo orb.   | Sem. maggiore       | Eccentricità | Incl. orbita | Scoperta |
| ------- | -------------- | ------- | ---------- | -------------- | ------------------- | ------------ | ------------ | -------- |
| b       | 3,94 ± 0,11 MJ | 0,92 RJ | 4440 kg/m³ | 111,436 giorni | 0,449 ± 0,006 UA UA | 0,9336       | 89,285°      | 2001     |